# A 2014-es labdarúgó-világbajnokság helyszínei
Ez a szócikk a 2014. évi FIFA labdarúgó világbajnokság helyszíneit mutatja be. A rendezvény 2014. június 12-től július 13-ig tartott. A világbajnokság házigazdája Brazília volt. Az eseményre 32 nemzet kvalifikálta magát, akiket 8 csoportba sorsoltak. A csoportkörök folyamán 48, majd az egyenes kieséses szakaszban 16, azaz összesen 64 mérkőzést játszottak 12 helyszínen. Minden város külön stadionban rendezett mérkőzést. A döntőt a Rio de Janeiro-i Maracanã Stadionban rendezték meg 2014. július 13-án.

## Jelmagyarázat
| Rövidítés | Jelentés                 |
| --------- | ------------------------ |
| csk.      | csoportkör               |
| ek.       | egyenes kieséses szakasz |

## Stadionok
| Eredeti név         | Estádio Jornalista Mário Filho |
| Alternatív név      | Estadio do Maracanã            |
| Város               | Rio de Janeiro                 |
| Építés kezdete      | 1948. augusztus 2.             |
| Megnyitás időpontja | 1950. június 16.               |
| Felújítás éve       | 2007                           |
| Befogadóképesség    | 74 738 fő                      |
| Játszott mérkőzések | 7 (4 csk. + 2 ek. + döntő)     |

| Eredeti név         | Estádio Nacional Mané Garrincha |
| Alternatív név      | Estádio Nacional                |
| Város               | Brazíliaváros                   |
| Építés kezdete      | ?                               |
| Megnyitás időpontja | 1974. március 10.               |
| Felújítás vége      | 2013. június 15.                |
| Befogadóképesség    | 69 432 fő                       |
| Játszott mérkőzések | 7 (4 csk. + 3 ek.)              |

| Eredeti név         | Arena de São Paulo                       |
| Alternatív név      | Arena Corinthians                        |
| Város               | São Paulo                                |
| Építés ideje        | 2011. május 30. – 2014. április 15.      |
| Megnyitás időpontja | 2014. május 10.                          |
| Felújítás éve       | –                                        |
| Befogadóképesség    | 62 601 fő (2014 augusztusától 48 234 fő) |
| Játszott mérkőzések | 6 (4 csk. + 2 ek.)                       |

| Eredeti név         | Estádio Castelão   |
| Alternatív név      | –                  |
| Város               | Fortaleza          |
| Építés ideje        | ?                  |
| Megnyitás időpontja | 1973. november 11. |
| Felújítás éve       | 2002–2012          |
| Befogadóképesség    | 60 348 fő          |
| Játszott mérkőzések | 6 (4 csk. + 2 ek.) |

| Eredeti név         | Estádio Mineirão    |
| Alternatív név      | –                   |
| Város               | Belo Horizonte      |
| Építés ideje        | 1959–1965           |
| Megnyitás időpontja | 1965. szeptember 5. |
| Felújítás vége      | 2012. december 21.  |
| Befogadóképesség    | 58 259 fő           |
| Játszott mérkőzések | 6 (4 csk. + 2 ek.)  |

| Eredeti név         | Arena Fonte Nova   |
| Alternatív név      | –                  |
| Város               | Salvador da Bahia  |
| Építés ideje        | 2010–2013          |
| Megnyitás időpontja | 2013. április 7.   |
| Felújítás éve       | –                  |
| Befogadóképesség    | 51 708 fő          |
| Játszott mérkőzések | 6 (4 csk. + 2 ek.) |

| Eredeti név         | Estádio Beira-Rio           |
| Alternatív név      | –                           |
| Város               | Porto Alegre                |
| Építés ideje        | 1956. szeptember 12. – 1969 |
| Megnyitás időpontja | 1969. április 6.            |
| Felújítás éve       | 2013 ősze                   |
| Befogadóképesség    | 43 394 fő                   |
| Játszott mérkőzések | 5 (4 csk. + 1 ek.)          |

| Eredeti név         | Arena Pernambuco              |
| Alternatív név      | –                             |
| Város               | Recife                        |
| Építés ideje        | 2010. október – 2013. április |
| Megnyitás időpontja | 2013. május 22.               |
| Felújítás éve       | –                             |
| Befogadóképesség    | 42 583 fő                     |
| Játszott mérkőzések | 5 (4 csk. + 1 ek.)            |

| Eredeti név         | Arena Pantanal        |
| Alternatív név      | –                     |
| Város               | Cuiabá                |
| Építés ideje        | 2010. május 4. – 2014 |
| Megnyitás időpontja | 2014. április 24.     |
| Felújítás éve       | –                     |
| Befogadóképesség    | 41 112 fő             |
| Játszott mérkőzések | 4 (4 csk.)            |

| Eredeti név         | Arena da Amazônia |
| Alternatív név      | –                 |
| Város               | Manaus            |
| Építés ideje        | 2011–2014         |
| Megnyitás időpontja | 2014. március 9.  |
| Felújítás éve       | –                 |
| Befogadóképesség    | 40 549 fő         |
| Játszott mérkőzések | 4 (4 csk.)        |

| Eredeti név         | Arena das Dunas  |
| Alternatív név      | –                |
| Város               | Natal            |
| Építés ideje        | 2011–2014        |
| Megnyitás időpontja | 2014. január 26. |
| Felújítás éve       | –                |
| Befogadóképesség    | 39 971 fő        |
| Játszott mérkőzések | 4 (4 csk.)       |

| Eredeti név         | Arena da Baixada         |
| Alternatív név      | –                        |
| Város               | Curitiba                 |
| Építés ideje        | 1997. december 1. – 1999 |
| Megnyitás időpontja | 1999. június 24.         |
| Felújítás éve       | 2009, 2012–2014          |
| Befogadóképesség    | 39 631 fő                |
| Játszott mérkőzések | 4 (4 csk.)               |